# Ille Gustafsson
Ille Alexander Stanislaus Gustafsson, född 17 augusti 1898 i Svalöv, död 3 juli 1981 i Helsingborg, var en svensk militärmusiker (klarinett, B-kornett och piano), dirigent och kompositör.
Gustafsson antogs som musikelev 1912 vid Karlskrona grenadjärregemente. Han avlade musikdirektörsexamen 1921, och verkade vid såväl Norrlands dragonregemente som Norra skånska infanteriregementet. Höjdpunkten i hans karriär inträffade 1944–1957, då han var musikdirektör för Svea livgardes musikkår i Stockholm. På denna post efterträdde han Per Grundström.
Gustafsson grundade Kristianstads orkesterförening 1928, och dirigerade den 1928–1944. Han syntes även som dirigent för andra sydsvenska körer och orkestrar, och förekom som gästdirigent hos flera större symfoniorkestrar.
Som kompositör producerade Gustafsson endast fem verk: en kantat (till invigningen av Kristianstads konserthus 1936) och fyra marscher. Av dessa är Svea livgardes defileringsmarsch (1950) överlägset mest känd. Den näst mest kända är marschen Gripen från 1924 tillägnad chefen för Norra skånska infanteriregementet Robert Marks von Würtemberg.
Gustafsson gifte sig 4 januari 1925 med musikern Ingrid Hedén.

## Verkförteckning
- Gripen
- Skånska gossar
- Svea livgardes defileringsmarsch